# Сухое Озеро (станция)
Сухо́е О́зеро (о.п. Сухое Озеро, 57,6 км) — железнодорожная станция на линии Разъезд № 22 — Сибай Челябинского отделения Южно-Уральской ЖД. Расположена в Абзелиловском районе Республики Башкортостан. Входит в
При станции вырос одноимённый населенный пункт.
Ближайшие города: Магнитогорск, Сибай. Расстояние до узловых станций (в километрах): Разъезд № 22 — 51, Сибай — 51. Соседние станции (ТР4): 818092 52 км, 818114 63 км
На станции выполняются следующие коммерческие операции:
- Посадка/высадка пассажиров на поезда местного и пригородного сообщения;
- Приём и выдача повагонных и мелких отправок (подъездные пути).

## Поезда дальнего следования
| № поезда | Маршрут движения | № поезда | Маршрут движения |
| -------- | ---------------- | -------- | ---------------- |
| 675      | Уфа — Сибай      | 676      | Сибай — Уфа      |